# 11352 Koldewey
11352 Koldewey eller 1997 WP22 är en asteroid i huvudbältet som upptäcktes den 28 november 1997 av OCA–DLR Asteroid Survey (ODAS). Den är uppkallad efter astronomen Eberhard Koldewey.
Asteroiden har en diameter på ungefär 13 kilometer och den tillhör asteroidgruppen Themis.